# Anahí

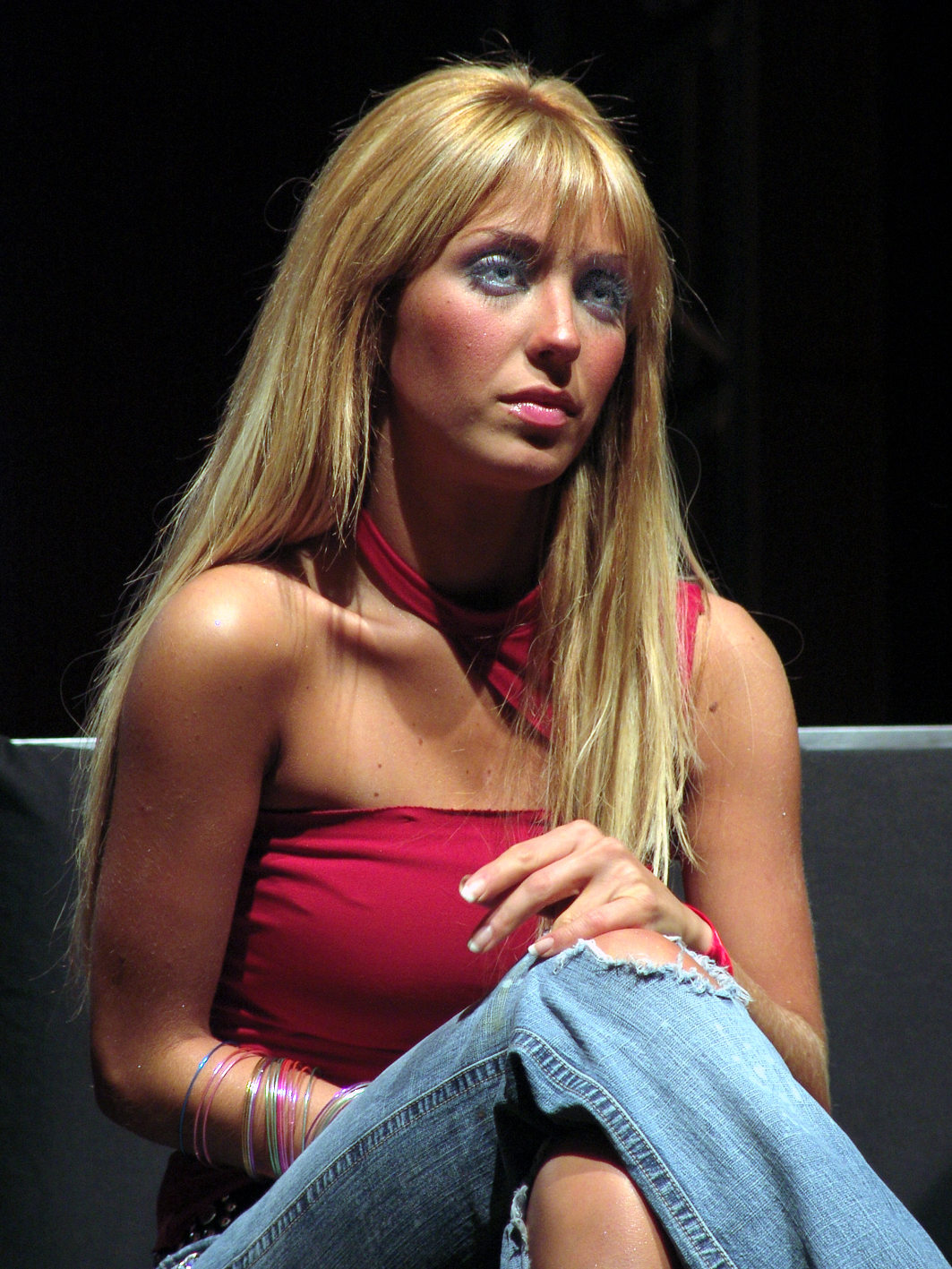
Anahí på en presskonferens 2006.

Anahí, egentligen Anahí Giovanna Puente de Velasco, född 14 maj 1983 i Mexico City, är en mexikansk singer-songwriter och skådespelare. 
Hon är mest känd för sina roller i Alondra (1995), Mujeres Engañadas (1999), Primer Amor (2000), Clase 406 (2003), Rebelde (2004) och Dos Hogares (2011).
Hon var medlem i popgruppen RBD, som har sålt över 66 miljoner album. 2009 släppte hon albumet Mi Delirio, som har sålts i en miljon exemplar. Hon har sålt tre miljoner album i sin solokarriär.
Hon är sedan 2015 gift med Manuel Velasco Coello, guvernör i Chiapas.

## Diskografi
- Anahí (1993)
- ¿Hoy Es Mañana? (1996)
- Anclado En Mi Corazón (1997)
- Baby Blue (2000)
- Mi Delirio (2009)
- Amnesia (2016)

## Turnéer
- 2009: Pocket Show
- 2009–2011: Mi Delirio World Tour